# Gretxeski
Gretxeski - Греческий (rus) - és un khútor del krai de Krasnodar, a Rússia. Es troba als vessants meridionals de l'extrem oest del Caucas occidental, a la vora dreta del riu Tuapsé, a 9 km al nord-est de Tuapsé i a 100 km al sud de Krasnodar.
Pertany al poble de Tsipka.